# آندرس برتلسن
آندرس وودسکو برتلسن (به دانمارکی: Anders Wodskou Berthelsen) (زاده ۲۸ سپتامبر ۱۹۶۹) بازیگر دانمارکی است.
از فیلم‌های معروف او می‌توان به بازی در فیلم وزن آب، دنیاهایی جدا افتاده و جنایت اشاره کرد.